# Famille de Gingins
La famille de Gingins est une ancienne famille noble originaire de Divonne-les-Bains. Elle a possédé de nombreuses seigneuries dans le pays de Vaud, dont La Sarraz. Certains membres de la famille ont porté le nom de Gingins-La Sarraz. Plusieurs membres de la famille ont servi dans les armées de divers États européens. La dernière branche noble s'éteint en 1911.

## Histoire

### Origines
La famille est une branche collatérale de la maison de Divonne. Le premier à porter ce nom est Étienne de Gingins, frère puîné de Gaucher de Divonne,. Par ses acquisitions, elle est devenue l'une des familles nobles les plus puissantes du pays de Vaud. Plusieurs membres de la famille ont servi dans des armées étrangères. La famille s'est éteinte à la mort de Louis-Henri en 1911.
« La famille de Gingins a été avant tout une famille militaire », selon Martignier.

### Au service de la maison de Savoie
Pierre de Gingins avait la garde du château de Chillon en 1476. François de Gingins a fait partie de la confrérie de la Cuillère,. Aux XVe et XVIe siècles, au moins six membres de la famille furent conseillers des ducs de Savoie dont Antoine de Gingins (1451-1518), docteur en droit, conseiller et chambellan du duc de Savoie. Il fut premier président au Souverain Sénat de Savoie et président du Conseil ducal.
Certains membres ont été châtelains de :
- La Balme et La Bâtie : 1493-1496, 1496-1497, 1507-1515, 1516-1520.

### Relations avec Berne
François de Gingins est reçu bourgeois de Berne en 1522. La famille a appartenu au patriciat de la ville. Ils ont exercé de nombreuses charges au sein de l'administration bernoise. Par exemple, Gabriel de Gingins était membre du Petit Conseil de Berne et bailli de Gessenay, Wolfgang-Charles de Gingins était trésorier du pays romand au moment de la révolution vaudoise de 1798 et Victor de Gingins a été bailli d'Yverdon.

## Possessions

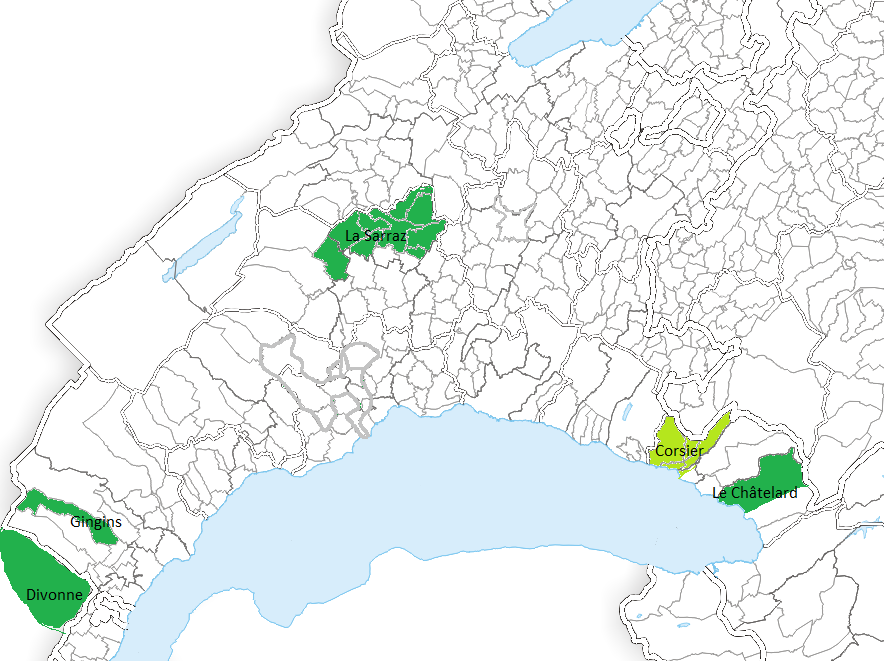
Carte montrant les possessions de la famille de Gingins (vert clair = droits partiels).

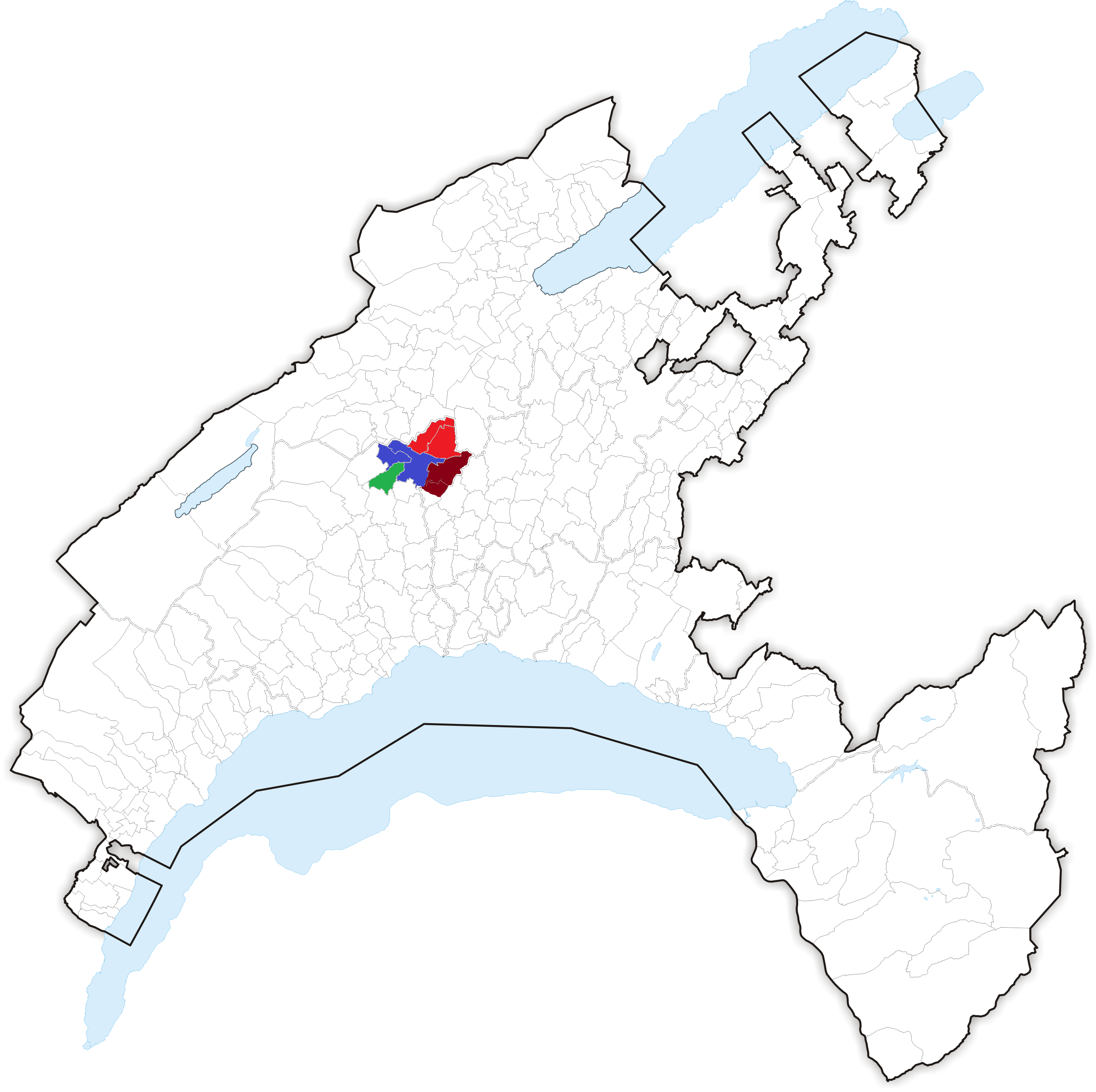
Partage de la baronnie de La Sarraz de 1624/1626.

### Seigneurie (ou baronnie) de La Sarraz
Les Gingins ont acquis la seigneurie de La Sarraz en 1542, bien qu'elle leur avait été promises en 1427 déjà. Berne a profité d'une querelle successorale dans la famille pour diviser cette importante seigneurie en quatre parts. Le partage a eu lieu en 1624 ou 1626. Les quatre parts sont : La Sarraz et Ferreyres (avec le titre de baron), Orny et Pompaples, Eclépens et Villars-Lussery et Chevilly. Orny et Pompaples se séparent en 1645. Eclépens et Villars-Lussery se séparent en 1675. Toutes ces seigneuries, sauf Cuarnens (passée aux Chandieu en 1678), restent aux mains des Gingins jusqu'à la fin de l'Ancien Régime.
Chevilly
Ce village faisait partie de la baronnie de La Sarraz jusqu'à qu'il en soit séparé en 1624. En 1791, il appartenait toujours aux Gingins.
Eclépens
Cette seigneurie est détachée de la baronnie de La Sarraz en 1624. À la suite du partage, elle appartenait à Albert de Gingins, le troisième fils de Joseph. Villars et Lessery en faisait également partie.

### Autres possessions
Divonne
Selon les sources, la famille a acquis la seigneurie de Divonne par mariage en 1374, ou par héritage des Joinville en 1419.
Gingins
Lors du partage entre les frères Gaucher et Étienne de Divonne, Étienne a reçu la seigneurie de Gingins et a pris le nom de cette terre. Cette seigneurie était un franc alleu. La maison de Savoie avait la haute justice entre 1319 et 1441. Berne a progressivement acheté tous les droits seigneuriaux de Gingins : les droits de moyenne et basse justice en 1664 et de haute justice en 1757. Le château et le domaine utile sortent de la famille lors du mariage de Hélène de Gingins en 1659, mais sont rachetés en 1839 par Louis-Henri de Gingins et restent en possession de la famille jusqu'à son extinction en 1911.
Le Châtelard
En 1435, le seigneur de Divonne Jean de Gingins épouse Marguerite de La Sarraz et reçoit cette terre en dot. Il commence la construction du château en 1440 ou 1441. Pour remercier les habitants d'avoir construit le château, il leur accorde des franchises en 1457. À la fin des guerres de Bourgogne, plusieurs marchands se sont emparés de la baronnie. Les Gingins ne parviennent pas à réunir la somme nécessaire pour récupérer cette terre. Le duc de Savoie achète le Châtelard et nomme Amédée de Gingins-Belmont comme châtelain. En 1490, la duchesse de Savoie rend la baronnie aux Gingins,. En 1549, Michel de Gruyère, grand-père maternel et tuteurs des seigneurs vend la baronnie à Charles de Challant.
Arnex-sur-Nyon
Les seigneurs de Gingins avaient des droits à Arnex. En 1309, ils reconnaissent tenir de l'abbaye de Bonmont tous leurs biens dans ce lieu.
Bogis
Étienne de Gingins a donné la grange de Bogis à l'abbaye de Bonmont.
Dully
Cette seigneurie appartenait à Michel de Gingins de Moiry en 1652.

## Généalogie
La famille de Gingins s'est séparée en plusieurs branches dès le XVe siècle : les seigneurs de Gingins, de Divonne, de Gingins-Cuarnens, de Gingins-Orny, de Gingins-Eclépens et de Gingins-La Sarraz.
- Albert de Gingins, époux de Françoise de Tavel
  - Gabriel de Gingins, époux d'Anne de Gingins[9]

## Personnalités
- Jean de Gingins (v.1385-1461), seigneur[20],[6].
- Aymon de Gingins (v.1465-1537), religieux, prieur de Port-Valais (1481-1483), abbé commendataire de Bonmont (1483-1536), prieur de Saint-Sulpice (Saint-Sulpice (Vaud), 1500-1537) et de Nyon (1512), élu évêque de Genève en 1513, mais non confirmé, vicaire général du diocèse de Genève (1527-1535).
- Gabriel de Gingins-La Sarraz (1659-1743), officier, membre du Petit Conseil de Berne (1718), puis de bailli du Gessenay (1730-1736)[21],[9].
- Wolfgang Charles de Gingins (1728-1811), officier, puis fonctionnaire, membre du Grand Conseil de Berne (1764), du Conseil de guerre (1767), bailli de Trachselwald (1769), du Petit Conseil (1780), délégué à la Diète (1785-1786), trésorier du Pays romand (1795-1798)[22].
- Frédéric Charles Jean de Gingins de la Sarraz (1790-1863), historien et botaniste suisse[23].
- Henri-Victor-Louis de Gingins-La Sarraz (1792-1874), officier[24].
- Aymon de Gingins-La Sarraz (1823-1893), officier et homme politique suisse, directeur de la Compagnie genevoise des colonies suisses de Sétif, en Algérie (1853-1858), membre des Constituantes vaudoises (1861, 1884), Député libéral au Grand Conseil (1862-1893, président en 1873-1874), membre du Conseil national (1878-1881)[25].
- Hélène de Gingins, née Tronchin (1828-1905), épouse de l'officier Charles Wolfgang de Gingins, salonnière, abolitionniste et féministe suisse, vice-présidente de la Fédération abolitionniste internationale (1891-1905)[26].

## Armoiries
Leurs armes sont « D'argent, semé de billettes de sables, au lion du même, brochant. », leur devise : « Cum Deo omnia » et leur attribut : « hautesse de cœur » selon Martignier.

#### Ouvrages
- Bernard Andenmatten, La maison de Savoie et la noblesse vaudoise (XIIIe-XIVe s.), Société d'histoire de la Suisse romande, 2005.
- Guido Castelnuovo, Seigneurs et lignages dans le pays de Vaud, Université de Lausanne, Faculté des lettres, Section d'histoire, 1994
- Comte Amédée de Foras, Armorial et nobiliaire de l'ancien duché de Savoie, vol. 5, Grenoble, Allier Frères, 1863-1966 (lire en ligne), p. 120-121.
- David Martignier, Vevey et ses environs dans le moyen âge: esquisses historiques, critiques et généalogies, précédées de deux lettres à l'éditeur du Bailliage de Chillon en 1660, Martignier et Chavannes, 1862 (lire en ligne), p. 45-49, 78-79, 84, 91 et 138.
- David Martignier et Aymon de Crousaz, Dictionnaire historique, géographique et statistique de canton de Vaud, Imprimerie L. Corbaz et compagnie, 1867 (lire en ligne), p. 24, 105-109, 177-179, 198, 227, 288, 318, 330-331, 377, 386, 395-400, 437, 471 et 476-478.
- Albert de Montet, « Corsier », dans Eugène Mottaz, Dictionnaire historique géographique et statistique du Canton de Vaud, Genève, Slatkine, 1982 (ISBN 2-05-100459-5).

#### Articles
- auteur inconnu, « La famille de Gingins », Revue historique vaudoise,‎ 1928 (lire en ligne)